# 藤原薬子
藤原 薬子（ふじわら の くすこ、生年不詳 - 大同5年9月12日（810年10月17日））は、平安時代初期の女官。藤原式家の藤原種継の娘。

## 生涯
中納言藤原縄主の妻で三男二女の母。幼少の長女が桓武天皇の皇太子安殿親王（平城天皇）の宮女となるとこれに伴って宮仕えに上がり、東宮宣旨（東宮付きの女房の筆頭）となるが、やがて娘を差し置いて自身が安殿親王と深い関係となった。憤激した桓武天皇は薬子を東宮から追放した。
延暦25年（806年）、桓武天皇が崩御して平城天皇が践祚すると、薬子は再び召され尚侍となる。夫の縄主は大宰帥として九州へ遠ざけられると、天皇の寵愛を一身に受けた薬子は政治に介入するようになる。兄の藤原仲成とともに専横を極め、兄妹は人々から深く怨まれた。大同4年（809年）、亡き父の藤原種継に太政大臣を追贈させる。
同年、平城天皇は病気のため同母弟の皇太弟神野親王（嵯峨天皇）に譲位したのち平城京に移った。このため平安京と平城京に朝廷が並立するようになり、薬子と仲成が平城上皇の復位を目的に平城京への遷都を図ったため二朝の対立は決定的になった。
大同5年（810年）9月10日、嵯峨天皇は平安京にいた仲成を捕らえて、薬子の官位を剥奪して罪を鳴らす詔を発した。平城上皇は薬子とともに挙兵するため東へ向かったが、嵯峨天皇は先手をうって坂上田村麻呂を派遣して待ちかまえた。勝機のないことを知った平城上皇は平城京に戻って剃髮し、薬子は毒を仰いで自殺した。仲成も殺された。

## 安殿親王との不倫
まず、安殿親王が縄主と薬子の長女を「妃にほしい」と申し入れてきた。縄主は娘が皇太子妃になることを期待し喜び、吉日を選んで娘を東宮御所へ送った。長女はまだ幼く、世間知らずで宮中のしきたりにも慣れていないので一人では心細かろうと、輿入れには縄主がすすめて薬子を同行させた。しかし安殿親王は「妃にほしい」と願った娘よりもその母である薬子に夢中になり、いつまでも引きとめて帰そうとしなかった。安殿親王はこのころ、30歳の壮年期であった。やがて「安殿太子は臥所の両脇に母と娘をはべらせ、夜ごと三つどもえの痴戯にふけっておられるそうだ」と噂に尾ひれがつき、恥ずかしくて縄主は出仕できず自邸に引きこもってしまった。桓武天皇は立腹し、東宮御所に乗り込んで親王に薬子と関係を絶つように言い、薬子には夫のもとに帰るよう厳命した。
桓武帝の怒りに薬子がどのような反応をしたか、史料はないが、作家の杉本苑子は『海の翡翠』の中で描いたように、桓武帝が親王時代に義母と関係を持った過去を指摘したのではないかと予想している。母の身分が低かった桓武帝が即位し権勢をふるった背景には、薬子ら藤原式家の力が大きく、複雑な事情が存在していた。安殿太子が命に従わず薬子を縄主のもとに帰さず別邸に移して夜ごと通うのを隠そうとせずとも、そのままにしたことからも、その説には説得力がある。

## 関連作品
薬子を主役としたフィクション
- 佐賀潜 『乱花 — 藤原薬子の乱』 人物往来社、1968年
- 斎藤憐作・串田和美演出 『クスコ — 愛の叛乱 —』1982年11月六本木自由劇場初演
- 澤田ふじ子『凶運の妻』（『村雨の首 歴史小説集』収録）広済堂出版、1991年
- 三枝和子 『薬子の京』上下巻　講談社、1999年
- 鯨統一郎『いろは歌に暗号(かくしごと)―まんだら探偵空海』祥伝社、2004年
- 安永明子 『藤原薬子の乱幻想』 新人物往来社、2008年

薬子が登場するフィクション
- 杉本苑子『海の翡翠』 旺文社文庫、1986年
- 澁澤龍彦『高丘親王航海記』 文藝春秋、1987年
- 河原よしえ『鎧正伝サムライトルーパー4 晨昏篇』ケイブンシャノベルス、1990年
- 荻原規子『薄紅天女』 徳間書店、1996年
- おかざき真理『阿・吽』 小学館、2014年-2021年
- 映画『空海』（1984年、演：小川眞由美）